# Fissidens philibertii
Fissidens philibertii là một loài Rêu trong họ Fissidentaceae. Loài này được (Besch.) P. de la Varde mô tả khoa học đầu tiên năm 1922.